# Віцепрезидент Ємену
Віцепрезидент Республіки Ємен є другою за важливістю посадою в  Ємені.
Згідно з Конституцією Ємену, Віцепрезидент призначається Президентом, і є наступником президента при його достроковій відставці Віцепрезидент є помічником президента та допомагає з його обов'язками. Президент може передавати йому деякі функції
Посаду віцепрезидента Ємену займає генерал армії Ємену Алі Мохсен аль-Ахмар від 4 квітня 2016, після призначення на посаду Президента Абд Раббо Мансур Гаді.

## Список віцепрезидентівЄменської Арабської Республіки(1977-1990)
Посаду було створено в 1977.
| No                   | No            | Портрет                    | І.П.Б (Народивсь–Помер)                   | Термін на посаді  | Термін на посаді | Термін на посаді   | Політична партія                |
| No                   | No            | Портрет                    | І.П.Б (Народивсь–Помер)                   | Вибрався до уряду | Покинув уряд     | Термін             | Політична партія                |
| Віцепрезидент        | Віцепрезидент | Віцепрезидент              | Віцепрезидент                             | Віцепрезидент     | Віцепрезидент    | Віцепрезидент      | Віцепрезидент                   |
| -------------------- | ------------- | -------------------------- | ----------------------------------------- | ----------------- | ---------------- | ------------------ | ------------------------------- |
|                      | 1             |                            | Абдул Карім Абдалла аль-Араші (1934–2006) | 11 жовтня 1977    | 24 червня 1978   | 0 років, 256 днів  | Військовий                      |
| Перший віцепрезидент |               |                            |                                           |                   |                  |                    |                                 |
|                      | 2             |                            | Абдул Карім Абдалла аль-Араші (1934–2006) | 18 липня 1978     | 22 травня 1990   | 11 років, 308 днів | Військовий (до 24 серпня 1982.) |
|                      | 2             | Загальний народний конгрес | Абдул Карім Абдалла аль-Араші (1934–2006) | 18 липня 1978     | 22 травня 1990   | 11 років, 308 днів |                                 |
| Другий віцепрезидент |               |                            |                                           |                   |                  |                    |                                 |
|                      | 3             |                            | Абдул Азіз Абдул Ґані (1939–2011)         | жовтень 1980      | грудень 1986     | 6 років, 61 день   | Військовий (до 24 серпня 1982.) |
|                      | 3             | Загальний народний конгрес | Абдул Азіз Абдул Ґані (1939–2011)         | жовтень 1980      | грудень 1986     | 6 років, 61 день   |                                 |

## Список віцепрезидентівРеспубліки Ємен(1990–нині)
| №                                               | Портрет                                         | І'мя (Народився–Помер)                            | Початок терміну                                 | Уінець терміну                                  | Політична партія                                | Президент (Термін)             |
| ----------------------------------------------- | ----------------------------------------------- | ------------------------------------------------- | ----------------------------------------------- | ----------------------------------------------- | ----------------------------------------------- | ------------------------------ |
| —                                               |                                                 | Алі Салем аль-Бейд علي سالم البيض (1939–)         | 22 травня 1990                                  | 6 травня 1994                                   | Єменська соціалістична партія                   | Алі Абдалла Салех (1990–2012)  |
| Посада скасована(21 травня 1994–3 жовтня 1994)  |                                                 |                                                   |                                                 |                                                 |                                                 | Алі Абдалла Салех (1990–2012)  |
| 1                                               |                                                 | Абд Раббо Мансур Гаді عبدربه منصور هادي (1945–)   | 3 жовтня 1994                                   | 27 лютого 2012                                  | Загальний народний конгрес                      | Алі Абдалла Салех (1990–2012)  |
| Посада вакантна (27 лютого 2012–13 квітня 2015) | Посада вакантна (27 лютого 2012–13 квітня 2015) | Посада вакантна (27 лютого 2012–13 квітня 2015)   | Посада вакантна (27 лютого 2012–13 квітня 2015) | Посада вакантна (27 лютого 2012–13 квітня 2015) | Посада вакантна (27 лютого 2012–13 квітня 2015) | Абд Раббо Мансур Гаді (з 2012) |
| 2                                               |                                                 | Халед Баха خالد محفوظ بحاح (1965–)                | 13 квітня 2015                                  | 3 квітня 2016                                   | Безпартійний                                    | Абд Раббо Мансур Гаді (з 2012) |
| 3                                               |                                                 | Алі Мохсен аль-Ахмар علي محسن صالح الأحمر (1945–) | 4 квітня 2016                                   | нині на посаді                                  | Загальний народний конгрес                      | Абд Раббо Мансур Гаді (з 2012) |

## References
1. ↑  Constitution of 1994. Архів оригіналу за 28 лютого 2008. Процитовано 28 лютого 2008. {{cite web}}: Cite має пустий невідомий параметр: |df= (довідка)
2. ↑  Paxton, J. (16 грудня 2016). The Statesman's Year-Book 1987-88. Springer. Архів оригіналу за 14 серпня 2021. Процитовано 31 травня 2021. (англ.)
3. ↑  Publications, Publitec (22 грудня 2011). Who's Who in the Arab World 2007-2008. Walter de Gruyter. Архів оригіналу за 17 травня 2021. Процитовано 31 травня 2021. (англ.)
4. ↑  The Yemen Arab Republic: The Politics of Development, 1962-1986. Routledge. 05 лютого 2016. Процитовано 31 травня 2021.{{cite book}}:  Обслуговування CS1: Сторінки з параметром url-status, але без параметра archive-url (посилання) (англ.)
5. ↑  https://hdl.handle.net/2027/osu.32435024020018
6. ↑  https://hdl.handle.net/2027/msu.31293012013805
7. ↑  Historical Dictionary of Yemen. Rowman & Littlefield. 2010. Процитовано 5 лютого 2025.{{cite book}}:  Обслуговування CS1: Сторінки з параметром url-status, але без параметра archive-url (посилання) (англ.)
8. ↑  Заступник голови президентської ради
9. ↑  пішов у відставку під час Громадянської війни в Ємені (1994).